# Jules Janin
Jules Gabriel Janin (18. února 1804, Saint-Étienne – 19. června, 1874, Passy, Paříž) byl francouzský romantický spisovatel a kritik, představitel frenetické literatury, člen Francouzské akademie.

## Život
Narodil se v rodině právníka. Vzdělání získal nejprve v rodném městě a pak na prestižním Lyceu Ludvíka Velikého v Paříži. Brzy se ale začal věnovat žurnalistice a pracoval pro Le Figaro nebo pro La Quotidienne. Byl rovněž jedním ze zakladatelů La Revue de Paris a Le Journal des Enfants.

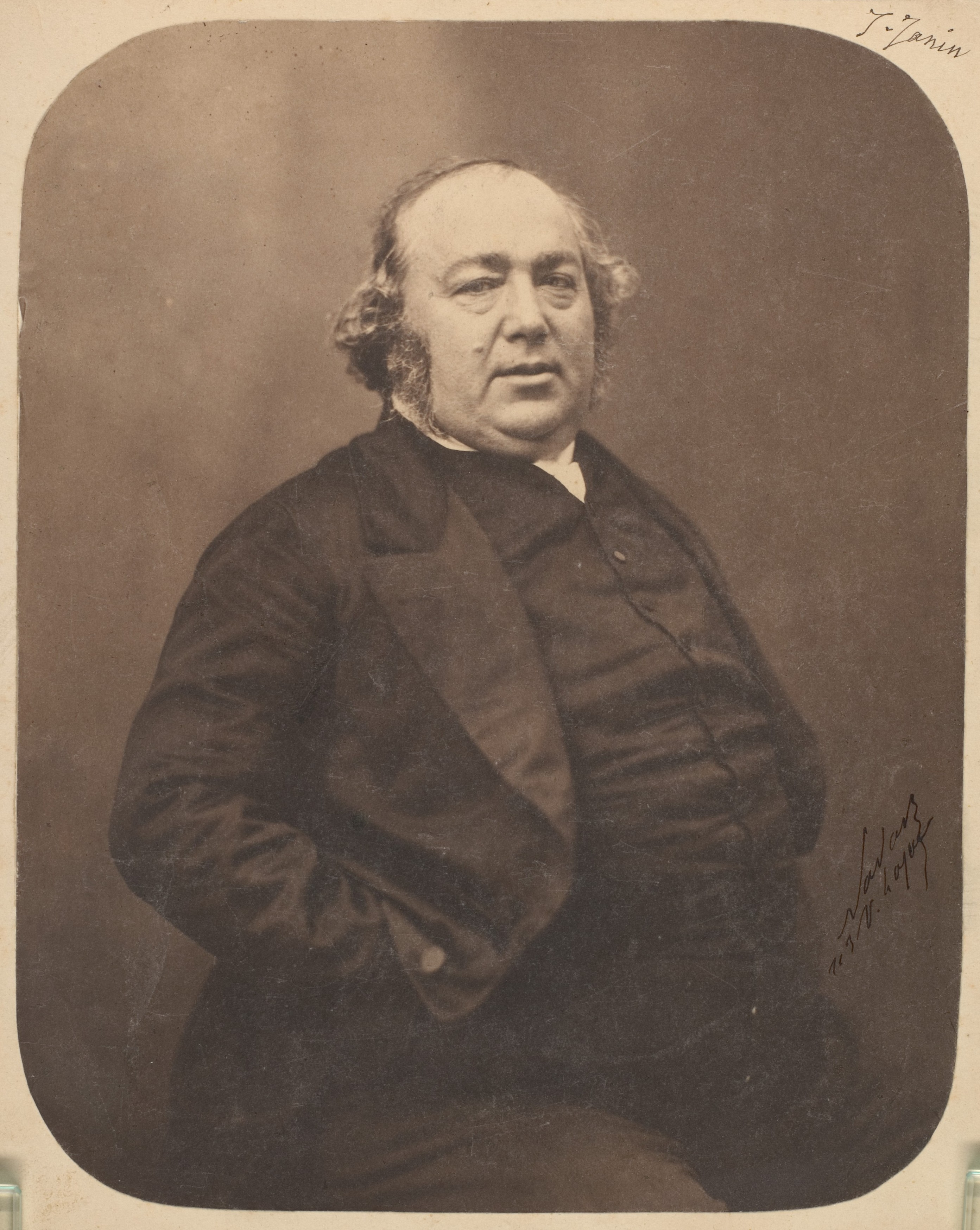
Jules Janin roku 1856 na fotografii Nadara.

Známým se stal roku 1829 díky frenetickému románu Mrtvý osel a gilotinovaná žena (L'âne mort et la Femme guillotinée). V tom samém roce se stal pravidelným přispěvatelem do Journal des Debats, kde se roku 1830 stal divadelním kritikem. V této funkcí působil dalších čtyřicet let a stal se jedním z nejvlivnějších dobových kritiků. Byl nazýván princem kritiky. Jeho fejetony si pro svou hravost a pikantnost získaly velikou oblibu. Divadelní hra byla pro něj pouze záminkou pro psaní o nejrůznějších a často i dosti osobních věcech. Jeho kritiky však postrádají soustavnost a jednotný kritický systém.
Janinovo dílo je poměrně rozsáhlé. Kromě kritik obsahuje romány, novely, povídky, fejetony, filologické spisy, básně, filozofická a mravní pojednání, paradoxní a humoristické fantazie, cestopisy, komentáře, biografie i překlady (například Horatia nebo Vergilia).
Roku 1841 se oženil. Roku 1865 učinil neúspěšný pokus stát se členem Francouzské akademie, což se mu podařilo až o pět let později roku 1870, kdy se stal nástupcem Charlese Augustina Sainte-Beuveho. Zemřel o čtyři roky později. Pochován je na Hřbitově svatého Ludvíka v Évreux v rodinné hrobce, kterou nechala postavit jeho manželka.

## Dílo (výběr)

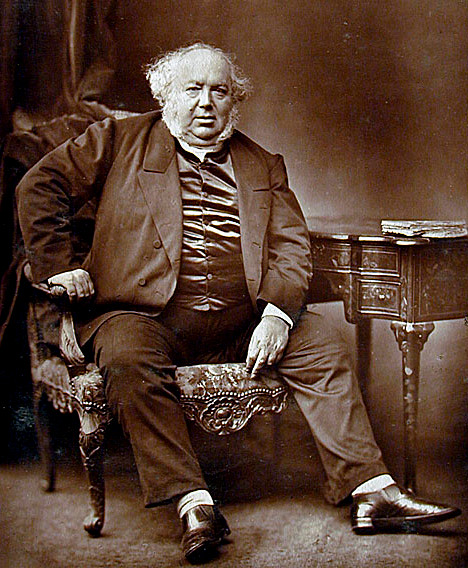
Jules Janin (woodburytypie).

- Talma et Lekain (1826, Talma a Lekain), biografie dvou francouzských herců.
- L'âne mort et la Femme guillotinée (1929, Mrtvý osel a gilotinovaná žena), frenetický román ve kterém se autor pod silným vlivem literárního díla markýze de Sade a v návaznosti na gotický román snažil šokovat čtenáře drastičností, zdůrazňováním odpudivých detailů a drsných výjevů.
- La Confession (1830, Zpověď), román.
- Barnave (1831, Barnave), román.
- Contes fantastiques et Comtes littéraires (1832, Fantastické a literární povídky).
- Contes nouveaux (1833, Nové povídky).
- Les Catacombes (1839), román.
- La Religieuse de Toulouse (1850, Řeholnice z Toulouse), román.
- Les Gaîtés champêtres (1851, Venkovské radosti), román.
- Le Premier feuilleton de Pistolet (1852), satirická povídka obsažená ve sborníku bajek Obrazy ze soukromého i veřejného života zvířat (Scenes de la vie privée et publique des animaux), který uspořádal Pierre-Jules Hetzel.
- Histoire de la littérature dramatique (1853-1858, Dějiny dramatické literatury).
- La Fin d'un monde et du neveu de Rameau (1861, Konec jednoho světa neboli pokračování Rameauova synovce), román, pokračování Diderotova románu.
- L’Interné (1869, Internovaný), román.

## Česká vydání
- Podobizna, obsaženo ve 28. svazku série 1000 nejkrásnějších novell, Josef Richard Vilímek, Praha 191?.
- Mrtvý osel a gilotinovaná žena, Volvox Globator, Praha 2016, přeložila Jana Němcová.